# NS série 1600/1800
Ne doit pas être confondu avec NS série 1600 (vapeur) ou NS série 1700 (vapeur).
Les séries 1600, 1700 et 1800 (en néerlandais : reeks 1600, 1700 en 1800) sont des locomotives électriques utilisées par les Nederlandse Spoorwegen (NS), l'opérateur historique des chemins de fer aux Pays-Bas.

## Histoire
Dans les années 1980, le besoin de renouvellement de locomotives âgées entraîne les NS à passer commande de nouvelles machines. À la même époque, la Société nationale des chemins de fer français réceptionne la série BB 7200 qui donne entière satisfaction. Les deux réseaux utilisant le même tension d'alimentation (le 1,5 kV), la société néerlandaise décide de commander les mêmes engins.
La première série, 1600, est polyvalente et utilisée pour les rames réversibles à deux niveaux ou sur de lourds trains de fret. 
La seconde série, 1700, est affectée à la traction de rames réversibles à deux niveaux. Elles reçoivent pour cela un attelage automatique. Au cours des années 1990, les NS commandent une nouvelle série, les mDDM pour prendre ce rôle et les 1700 retrouvent un rôle semblable aux 1600.
Lors de la séparation des activités, une partie du parc est reversée à Railion, issu de la fusion des branches fret des NS et de la DB. Depuis, Railion est devenue DB Schenker Rail.

## Description
Construites par Alsthom dans son usine de Belfort et MTE, les machines des 3 séries 1600, 1700 et 1800 possèdent les mêmes dimensions, semblables à celles des BB 7200 françaises : 17,48m en longueur et 4,295m en Hauteur. Elles sont cependant légèrement moins lourdes : 83t au lieu de 84 pour les BB 7200.
Monocourant 1500V continu (le courant en vigueur aux Pays-Bas), elles sont équipées de pantographes AM 18 B toujours comme les BB 7200. Leur puissance de 4400 kW leur permet d'atteindre la vitesse maximale de 160 km/h (rarement atteinte aux Pays-Bas). Elles possèdent 2 moteurs de traction TAB 674 autoventilés et un hacheur de courant pas bogie. (disposition des bogies de type B'B'). Leur empattement est de 9,674m dans l'ensemble et de 2,8m pour un bogie. Ces machines sont couplables en UM de 2 machines. 
Ces machines ont la particularité d'être de forme dite "nez cassé" qui peut paraître surprenante aux Pays-Bas mais assez courante en France. Conçue par le styliste Paul Arzens, elle permet à la fois de mieux protéger le conducteur en cas de choc et de limiter l'effet de serre en cabine sur les machines non dotées de climatisation. Ces locomotives disposent d'un pupitre standard des années 70 avec cependant quelques modifications par rapport à la version française. (commandes de frein, sifflet, commande des pantographes, position de la boite à leviers.) 

## Service et lignes desservies
Aujourd'hui, une partie des locomotives ont été revendues à des opérateurs privés de fret les utilisant dans tout le pays après les avoir repeintes dans plusieurs livrées. Les locomotives NS, restées dans leur livrée jaune tulipe d'origine, sont aujourd'hui principalement utilisées en régime omnibus (stoptrein) avec des rames à 2 niveaux réversibles de 3,4 ou 6 voitures (DD-AR et DDM) sur les lignes : 
- Apeldoorn-Enschede
- Amsterdam-Hoorn
- Amsterdam-Zandvoort

Ces machines sont aussi utilisées en tête de rames de voitures allemandes sur les trains internationaux Amsterdam-Berlin et Amsterdam-Hanovre entre Amsterdam et la frontière Allemande.